# Incredible Technologies 8-bit
Le Incredible Technologies 8-bit, créé par Incredible Technologies, est un système d'arcade commercialisé en 1988.

## Description
Ce hardware propose une grande majorité de jeux et simulations de sport (à part pour quelques titres).
Ce matériel utilise des processeurs 8 bit bien sûr. Le système est doté d'un Motorola M6809 en tant que cpu central et un autre pour le son. Les puces sonores supplémentaires sont variables suivant les pcbs : la Yamaha YM2203 ou YM3812, et la Oki MSM6295 ou des circuits DAC. Il y aura jusqu'à 8 variantes du système, avec pour chaque pcb, des petites particularités, que ce soit au niveau du jeu de puces, ou au niveau des fréquences utilisées.
Incredible Technologies est une petite firme du monde de l'arcade, mais arrive quand même à tirer son épingle du jeu au niveau mondial avec son Incredible Technologies 8-bit, entre autres, grâce à Capcom Bowling ou bien la série des Golden Tee Golf.

## Spécifications techniques
- Année de parution : 1988
- Fin de production : 1992

### Processeur
- Motorola 6809 cadencé à 2 MHz
- Résolution et couleurs : Résolution variable selon les pcbs

### Audio
- Processeur :
  - Motorola 6809 cadencé à 2 MHz
  - Yamaha YM2203 ou Yamaha YM3812, cadencés à 4 MHz
- Puces variables selon les pcbs :
  - Yamaha YM2203 ou Yamaha YM3812, cadencés à 4 MHz
  - Oki MSM6295 ou DAC
  - Capacités audio : Mono

## Liste des jeux
| Titre                  | Développeur                                | Éditeur                 | Système                       | Genre | Date |
| ---------------------- | ------------------------------------------ | ----------------------- | ----------------------------- | ----- | ---- |
| Arlington Horse Racing | Incredible Technologies / Strata           | Incredible Technologies | Incredible Technologies 8-bit |       | 1991 |
| Bowl-O-Rama            | PP Marketing                               | Incredible Technologies | Incredible Technologies 8-bit |       | 1988 |
| Capcom Bowling         | Capcom / Incredible Technologies           | Incredible Technologies | Incredible Technologies 8-bit |       | 1991 |
| Dyno Bop               | Grand Products / Incredible Technologies   | Incredible Technologies | Incredible Technologies 8-bit |       | 1990 |
| Golden Par Golf        | Strata / Incredible Technologies           | Incredible Technologies | Incredible Technologies 8-bit |       | 1992 |
| Golden Tee Golf        | Strata / Incredible Technologies           | Incredible Technologies | Incredible Technologies 8-bit |       | 1989 |
| Golden Tee Golf II     | Strata / Incredible Technologies           | Incredible Technologies | Incredible Technologies 8-bit |       | 1990 |
| Hot Shots Tennis       | Strata / Incredible Technologies           | Incredible Technologies | Incredible Technologies 8-bit |       | 1990 |
| Neck-n-Neck            | Bundra Games / Incredible Technologies     | Incredible Technologies | Incredible Technologies 8-bit |       | 1992 |
| Ninja Clowns           | Strata / Incredible Technologies           | Incredible Technologies | Incredible Technologies 8-bit |       | 1991 |
| Peggle                 | Strata / Incredible Technologies           | Incredible Technologies | Incredible Technologies 8-bit |       | 1991 |
| Poker Dice             | Strata / Incredible Technologies           | Incredible Technologies | Incredible Technologies 8-bit |       | 1991 |
| Rim Rockin' Basketball | Strata / Incredible Technologies           | Incredible Technologies | Incredible Technologies 8-bit |       | 1991 |
| Slick Shot             | Grand Products / Incredible Technologies   | Incredible Technologies | Incredible Technologies 8-bit |       | 1990 |
| Bowling                | Strata / Incredible Technologies           | Incredible Technologies | Incredible Technologies 8-bit |       | 1990 |
| Super Strike Bowling   | Strata / Incredible Technologies           | Incredible Technologies | Incredible Technologies 8-bit |       | 1990 |
| Wheel of Fortune       | Strata / GameTek / Incredible Technologies | Incredible Technologies | Incredible Technologies 8-bit |       | 1989 |